# Свети Атанасий (Ано Скотина)
Вижте пояснителната страница за други значения на Свети Атанасий.
„Свети Атанасий“ (на гръцки: Aγίου Aθανασίου) е късносредновековна православна църква в Скотина, Егейска Македония, Гърция, част от Китроската, Катеринска и Платамонска епархия.
Църквата представлява голям гробищен храм, разположен в Ано Скотина (Горна Скотина). Църквата е изписана с красиви ценни стенописи от около 1600 година.
В 1981 година храмът е обявен за защитен паметник на културата.